# Józef Mrózek senior
Józef Mrózek senior (ur. 16 lipca 1882 w Cierlicku, zm. 11 czerwca 1972 w Nierodzimiu) – polski duchowny protestancki, inicjator ruchu braci plymuckich na Śląsku Cieszyńskim, czołowa postać tego kręgu religijnego w Polsce, autor tekstów religijnych, wiceprezes Zjednoczonego Kościoła Ewangelicznego (ZKE). 

## Życiorys
Był początkowo członkiem Kościoła Ewangelicko-Augsburskiego. Przeżył nawrócenie w 1900 roku. Początkowo był związany z luterańską Społecznością Chrześcijańską. W latach 1907–1909 odbył studia w Allianz Bibelschule (międzywyznaniowa Szkoła Biblijna) w Berlinie. W 1909 założył niezależny od Kościoła Ewangelicko-Augsburskiego zbór w Trzanowicach. Od 1910 roku mieszkał przez kilkanaście lat w Boguminie, wziął ślub cywilny z Ewą Sabelą z Trzanowic, z którą miał dzieci: Annę (po mężu Prower), Jana, Józefa juniora i Marię.
Odbył służbę wojskową w latach 1905-1907 w armii austriackiej. Podczas I wojny światowej służył w wojsku.
W 1912 spotkał się z Wacławem Żebrowskim, który został przewodniczącym Zrzeszenia Zwolenników Nauki Pierwotnych Chrześcijan. Zbory kierowane przez Mrózka po odzyskaniu przez Polskę w 1918 niepodległości weszły w skład tego Zrzeszenia. Mieszkał w Nowych Hajdukach od 1922 roku.
W 1945 został wiceprezesem Polskiego Kościoła Ewangelicznych Chrześcijan Baptystów, a po decyzji opuszczenia tego związku wyznaniowego przez wiernych innych niż baptyści został przywódcą powstałego w 1947 Związku Wolnych Chrześcijan. Po powstaniu przy udziale Związku Wolnych Chrześcijan Zjednoczonego Kościoła Ewangelicznego w PRL został członkiem Rady tegoż Kościoła, a także prezbiterem okręgowym i Przełożonym Zboru. Prowadził nabożeństwa w Chorzowie i Czeladzi. 
W 1947 roku został zwerbowany przez Urząd Bezpieczeństwa, otrzymał pseudonim „Cierlicki”. Werbunek został dokonany w ramach rozpracowywania jego własnej osoby. Według oceny funkcjonariusza UB, dostarczał jednak nikłych informacji na temat przyjazdów gości zagranicznych. We wrześniu 1950 r. został aresztowany w ramach akcji „B”. Wykładał w Szkole Biblijnej ZKE w Warszawie. Do 1950 roku działał w Chorzowie, a następnie do końca życia w Cieszynie. Mieszkał przez 21 lat do śmierci w Nierodzimiu. Został pochowany w Ustroniu.